# Sromlje
Sromlje – wieś w Słowenii, w gminie Brežice. W 2018 roku liczyła 137 mieszkańców.